# Paramacrobiotus centesimus
Espèce
Synonymes
- Macrobiotus centesimus Pilato, 2000

Paramacrobiotus centesimus est une espèce de tardigrades de la famille des Macrobiotidae.

## Distribution
Cette espèce se rencontre en Amérique du Sud.

## Publication originale
- Pilato, 2000 : Macrobiotus centesimus, new species of eutardigrade from the South America. Bollettino delle sedute dell'Accademia Gioenia di Scienze Naturali, Catania, vol. 33, p. 98-101.